# Pote de resina

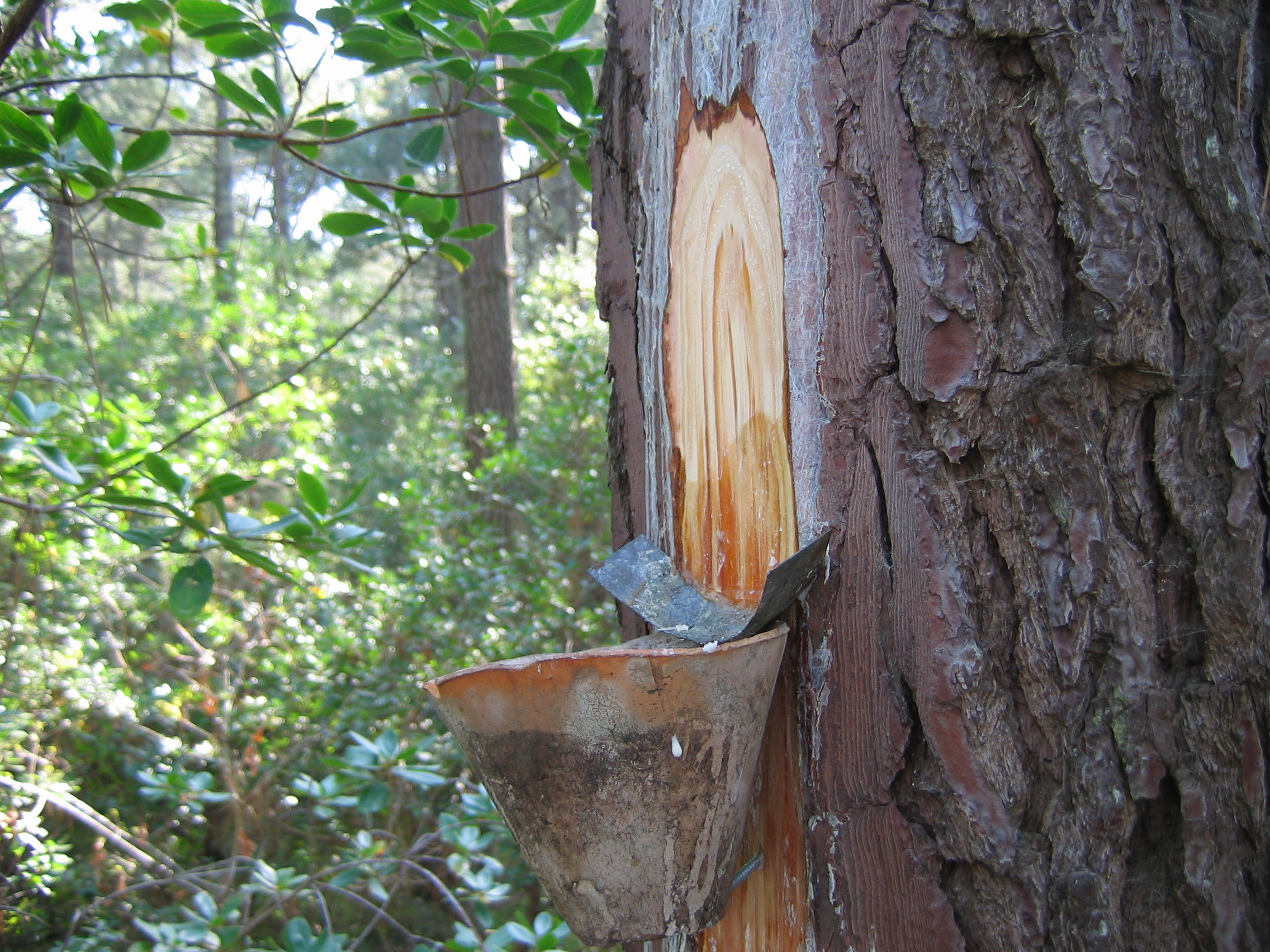
Pote de resina, sujeto por una abrazadera y una punta.

El pote de resina  es un recipiente de terracota destinado a recibir la resina o miera que mana de la entalladura de un pino resinero. 

## Presentación
El pote de resina fue desarrollado por el abogado y agricultor de Burdeos Pierre Hugues, que patentó su proceso de extracción de resina en 1844. 
Antes de esta fecha la resina se recogía mediante una técnica rudimentaria que ofrecía bajos rendimientos. Para recolectar la resina, los antiguos resineros cavaban un agujero en la base del pino, generalmente entre las raíces, que recubrían con musgo. La resina obtenida estaba llena de impurezas: ramitas, arena, insectos y contenía muy poca trementina.
Con la ley del 19 de junio de 1857, todos los municipios de las Landas de Gascuña fueron obligados a reforestar sus tierras, extendiéndose la extracción de resina. El método tradicional no era apto para ser industrializado. el nuevo «sistema Hughes» introduce el uso de una vasija de barro, con una tira de zinc ligeramente curvada en la parte superior y sostenida por una punta de carpintero para recoger la resina. Este recipiente sigue el ascenso anual de la entalladura. La principal ventaja es que la resina recolectada contiene menos impurezas. El pote se utiliza para cuatro a seis recogidas por temporada. Tarda entre un mes y un mes y medio en llenarse gota a gota.
A mediados de los años 1980, se sustituyó el pote de resina por una bolsa de plástico, grapada a la parte baja de la entalladura que permitía tres recolecciones de 1,8 litros cada una durante la temporada. Esta técnica también acabó desapareciendo con el fin de la extracción de resina en las Landas de Gascuña a fines del siglo XX.

## Pierre Hugues
Nació en Bazas en 1794 y ejerció la abogacía en Burdeos desde 1822. Cuando presentó su patente en 1844, se convirtió en destilador de resina. Gracias a su  inventiva desarrolló una nueva técnica de destilación en su fábrica de Tarnos. La resina Hugues así producida, de mejor calidad, se vendía más cara que cualquier otra. El pote de Hugues se generalizó después de la ley de 1857 y de la forestación de las Landas de Gascuña, demasiado tarde para que Hugues lo viera.

## Galería
Recolección de resina en las Landas

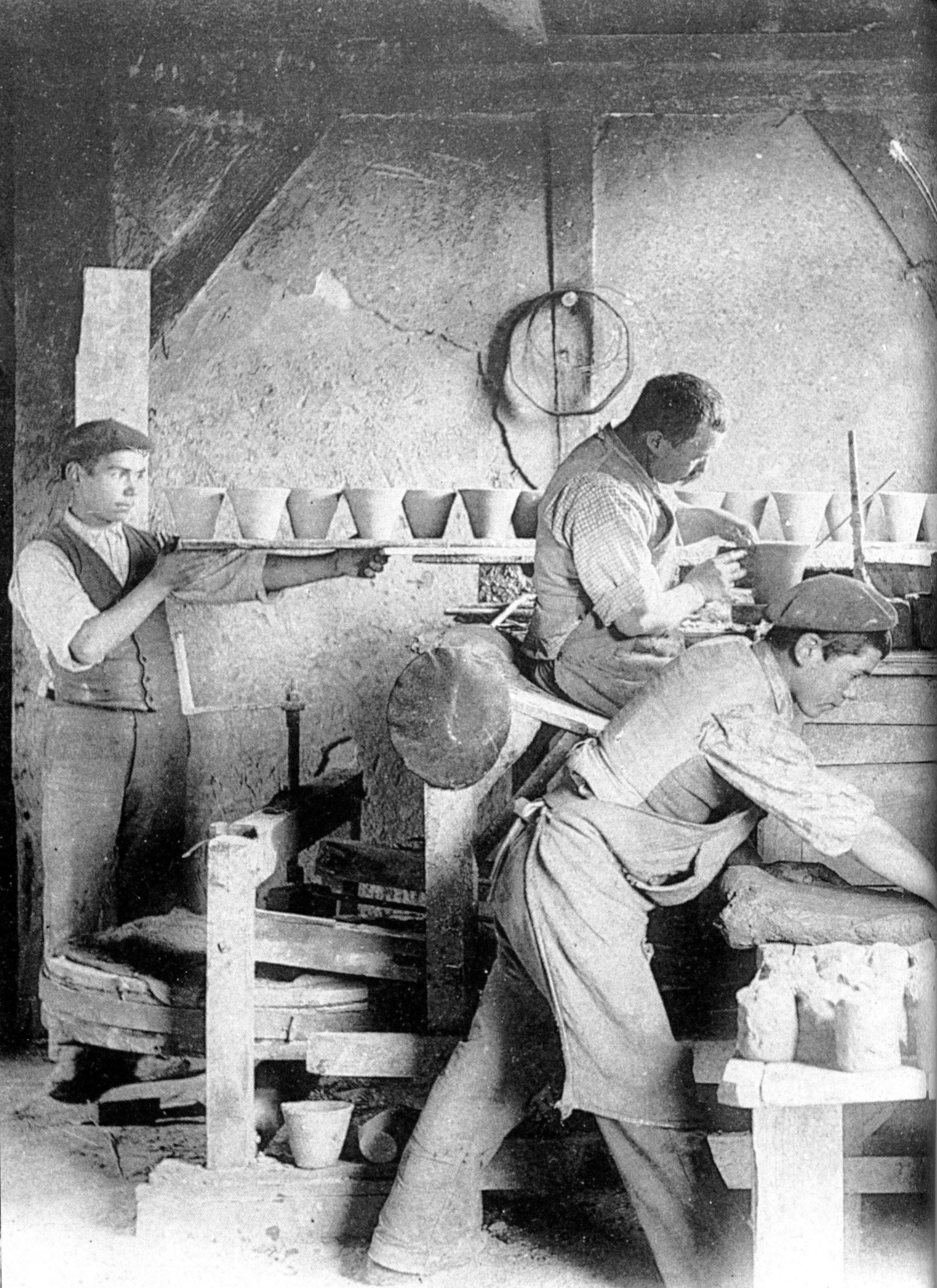
Fabricación de potes de resina en las Landas de Gascuña
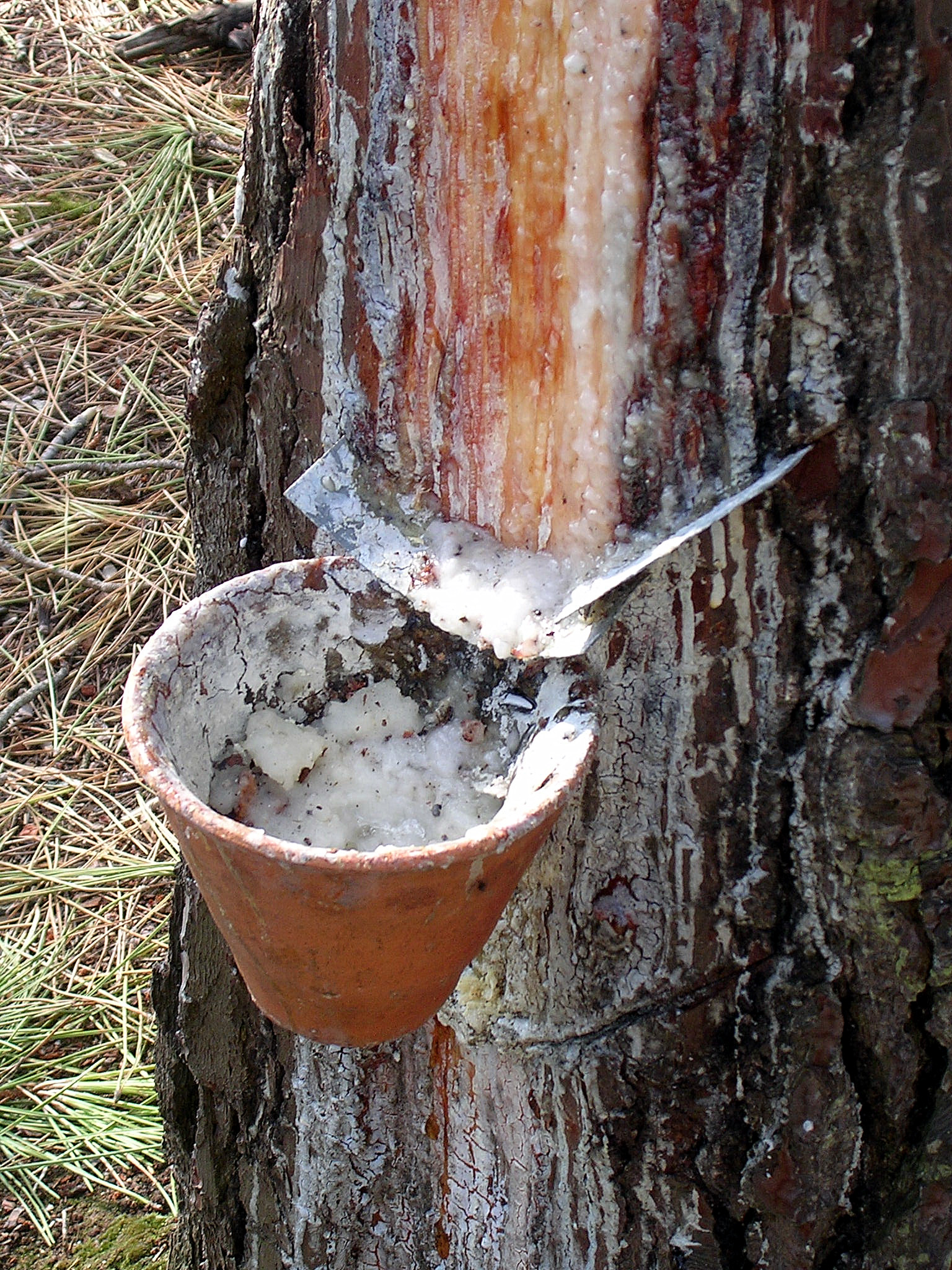
Cosechando la miera
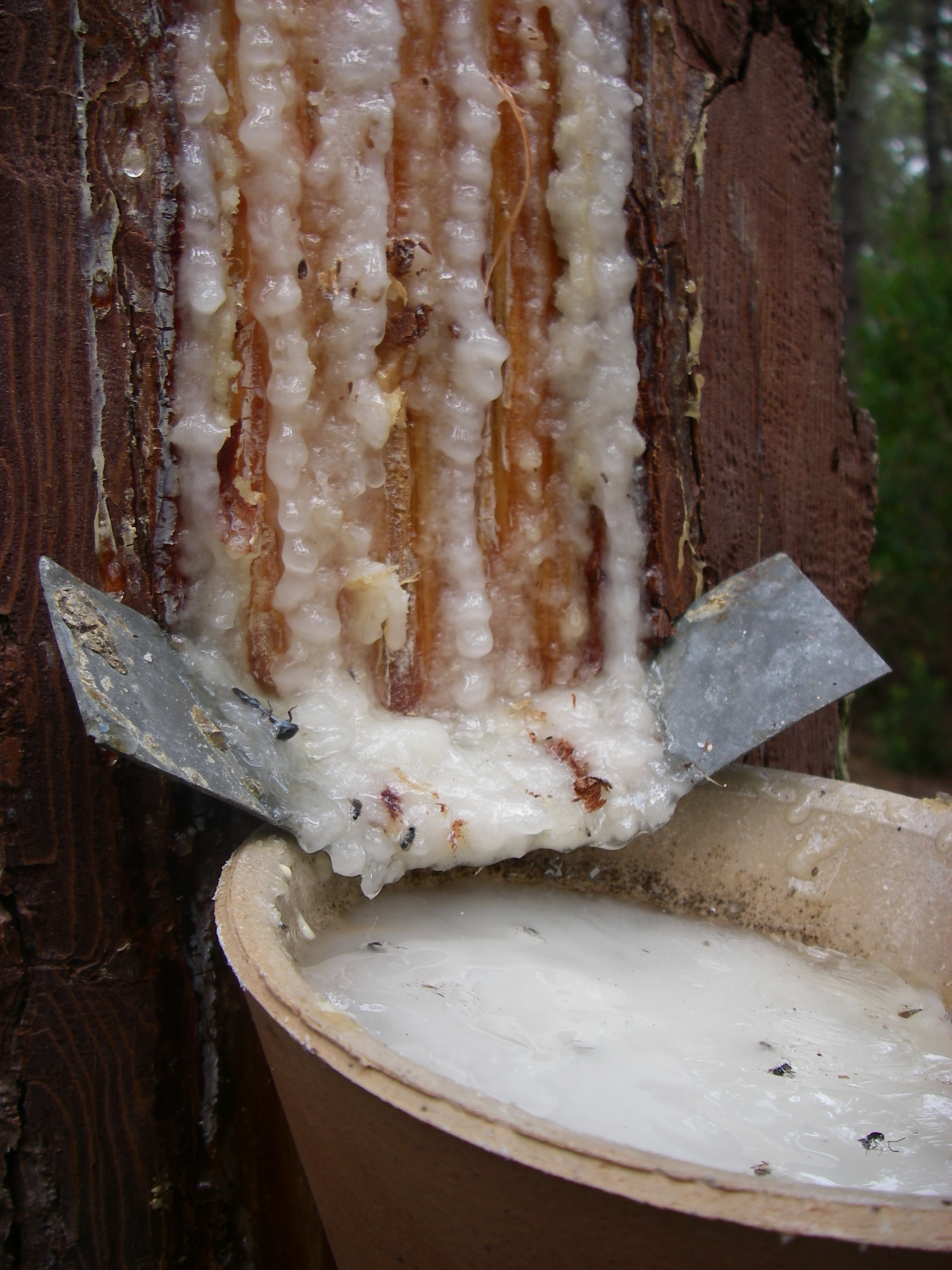
Entalladura con pote de resina
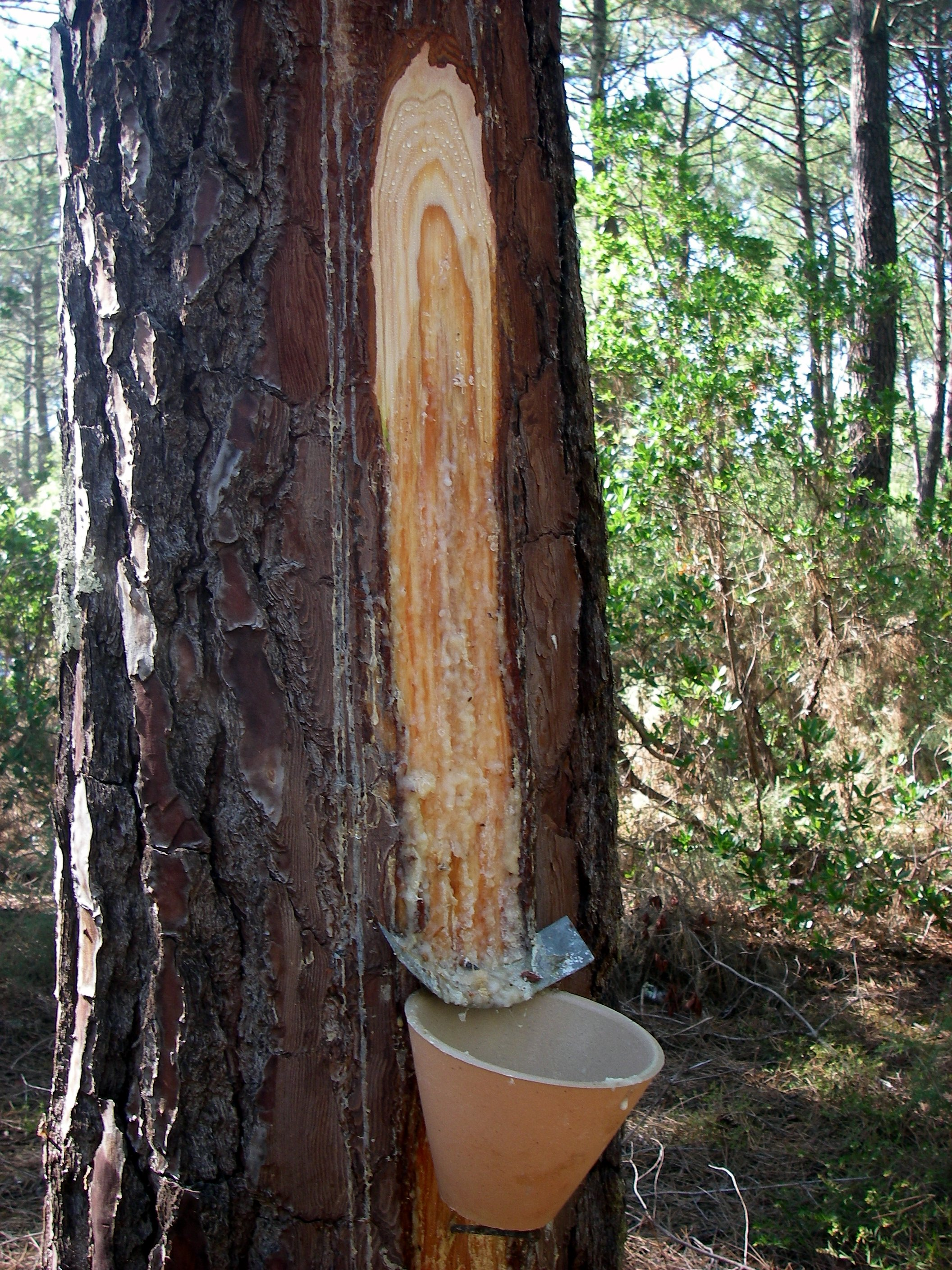
Entalladura con pote de resina

Potes de resina en otros países

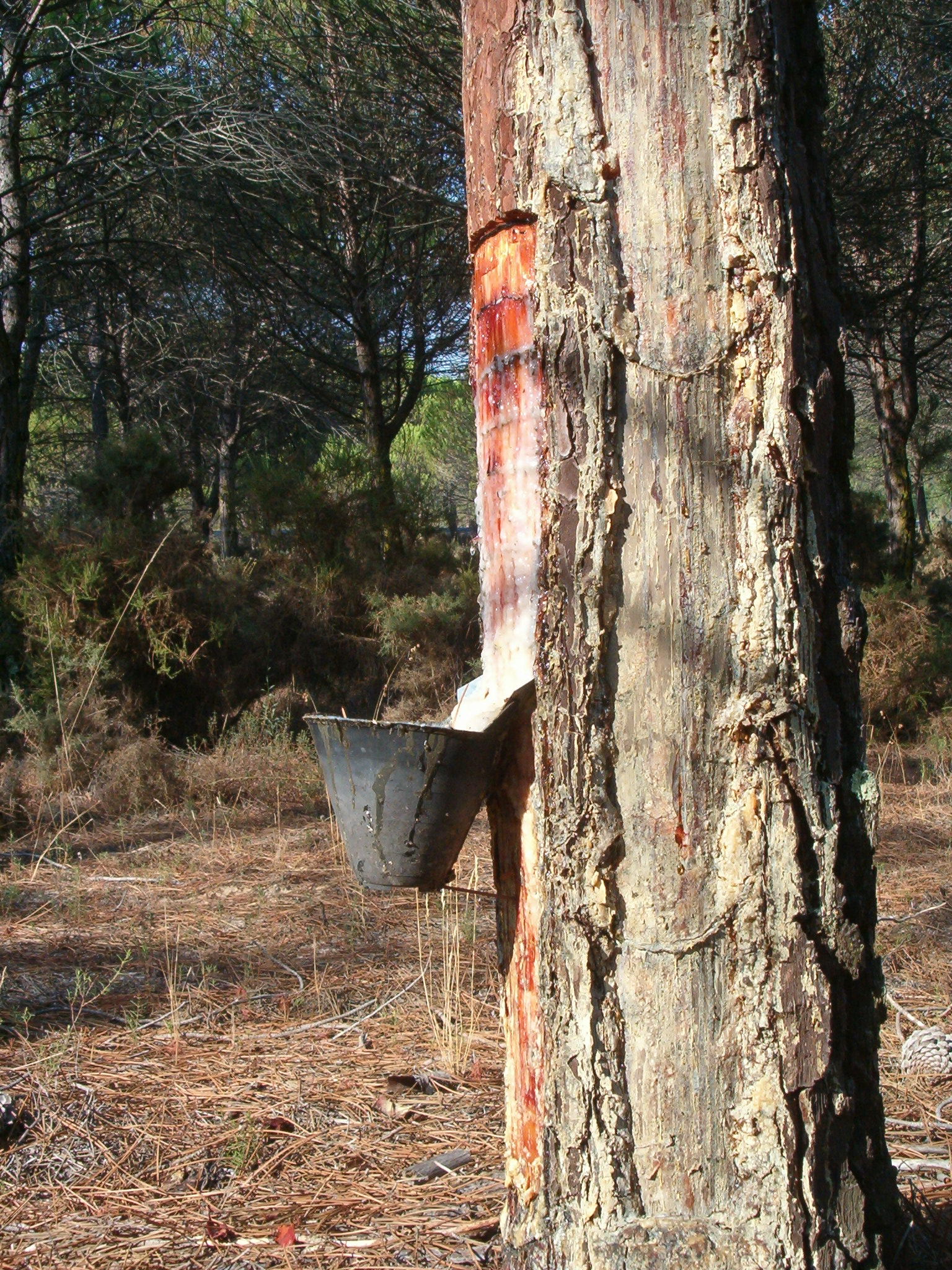
Portugal
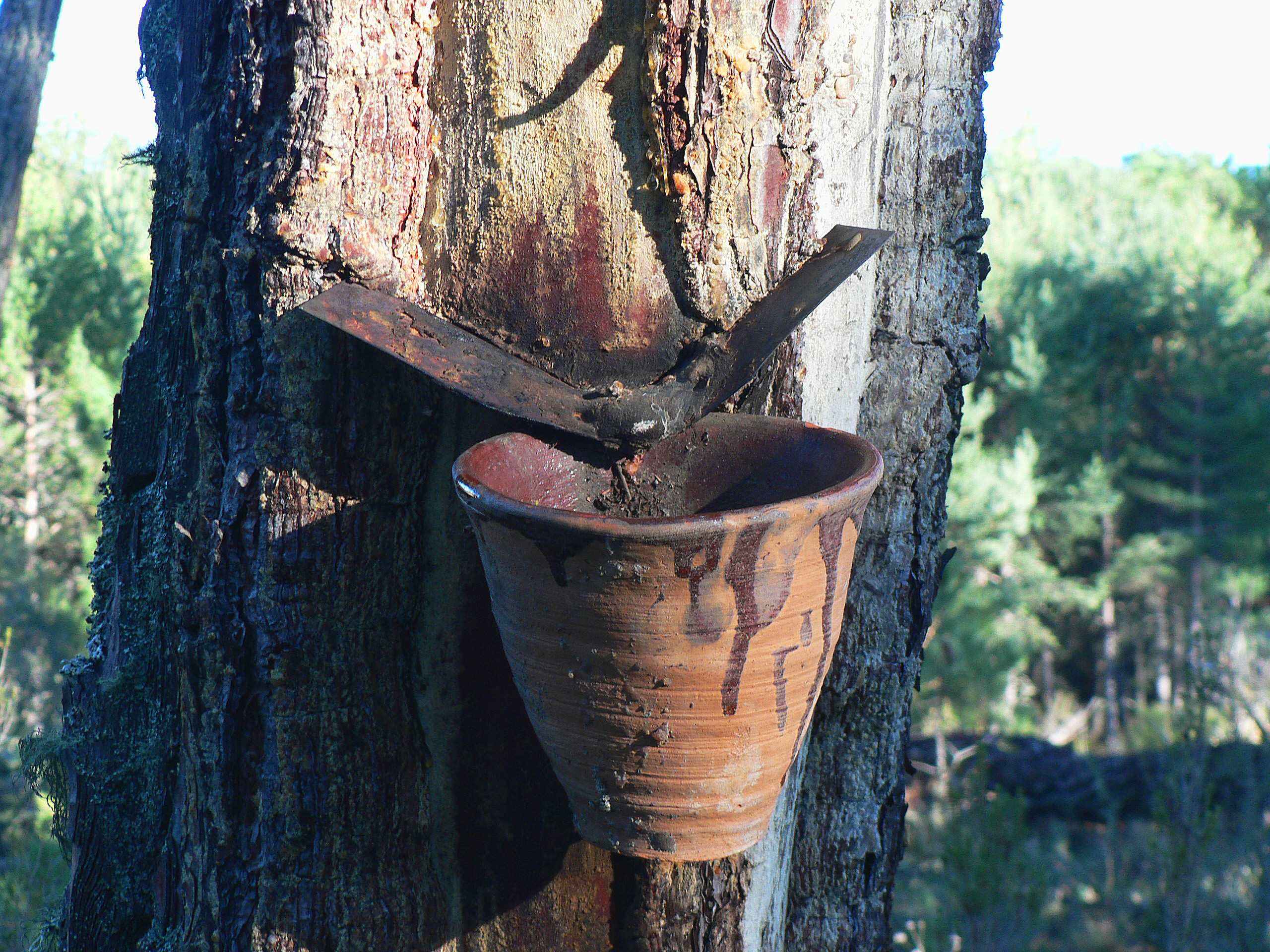
España
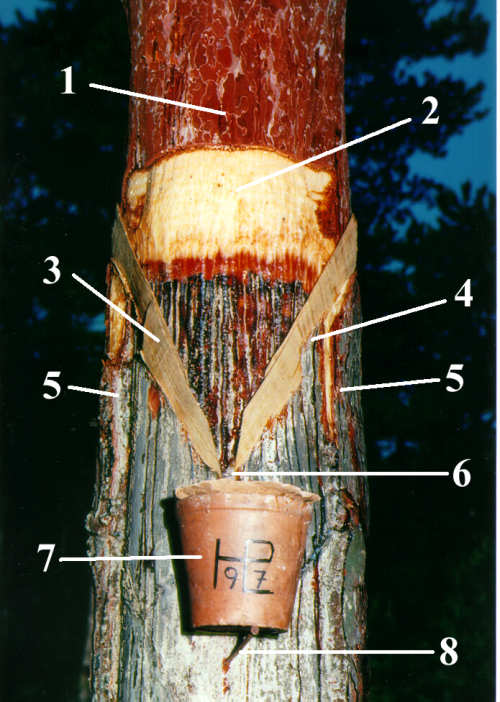
Alemania
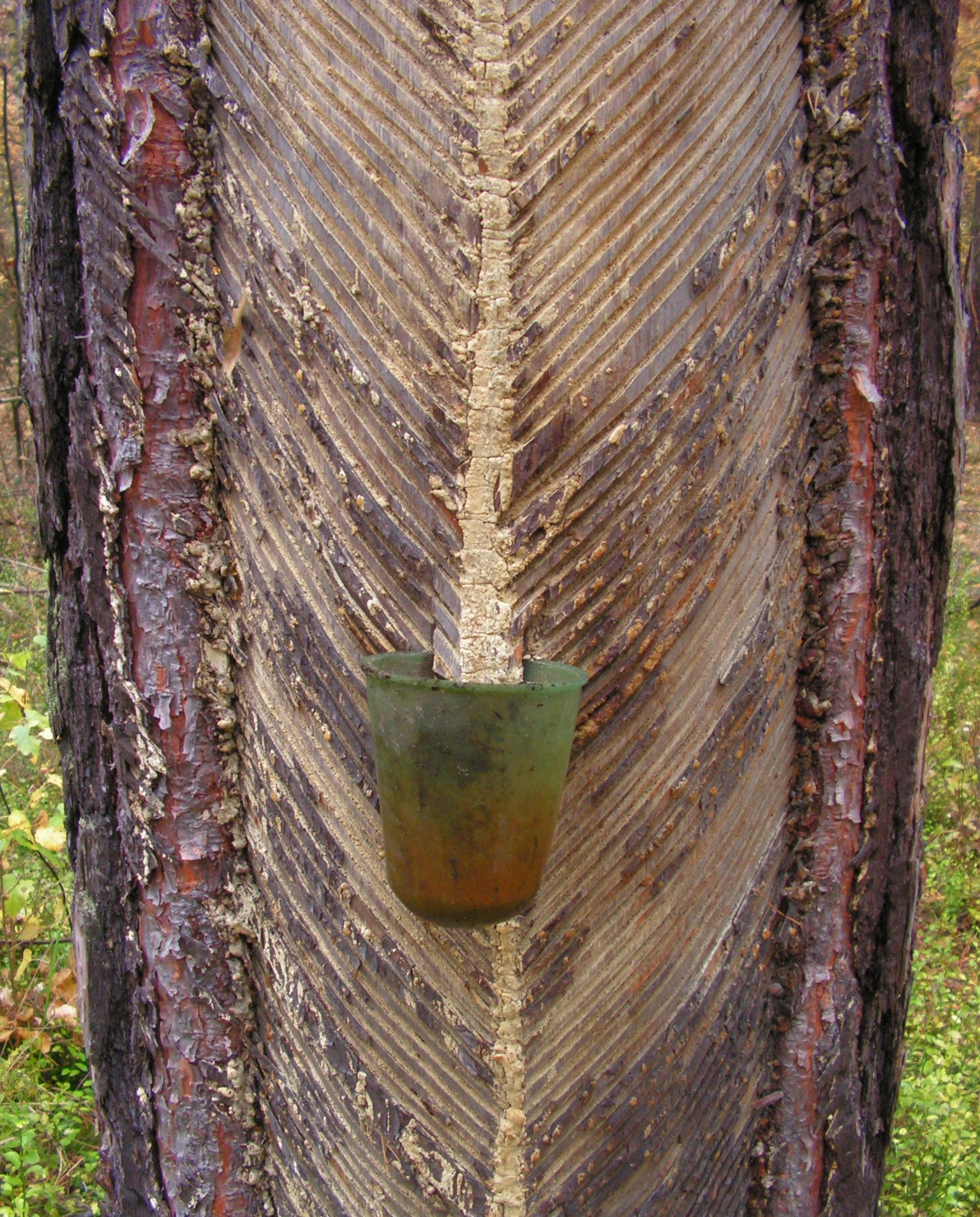
Polonia
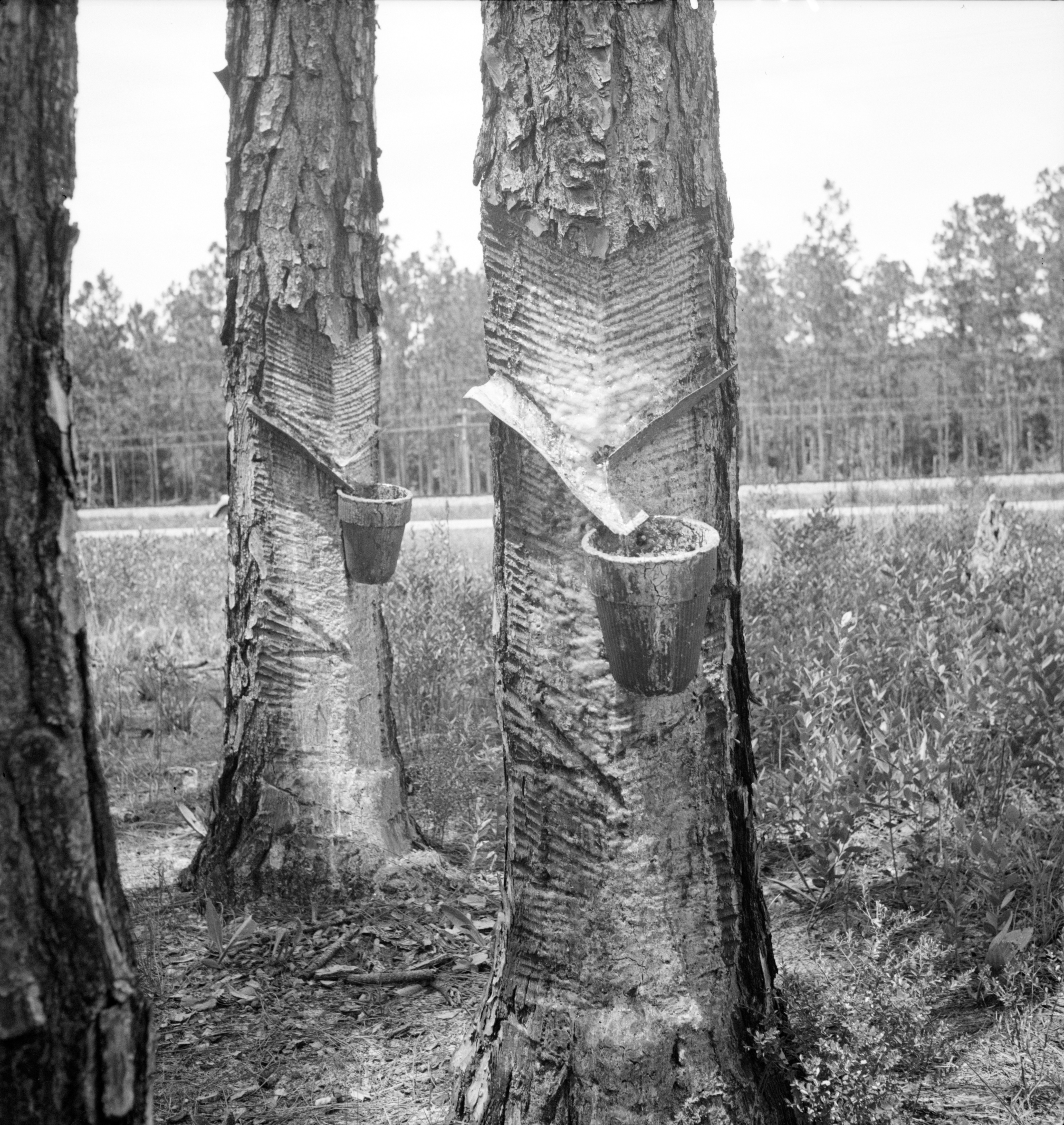
Estados Unidos (1936)
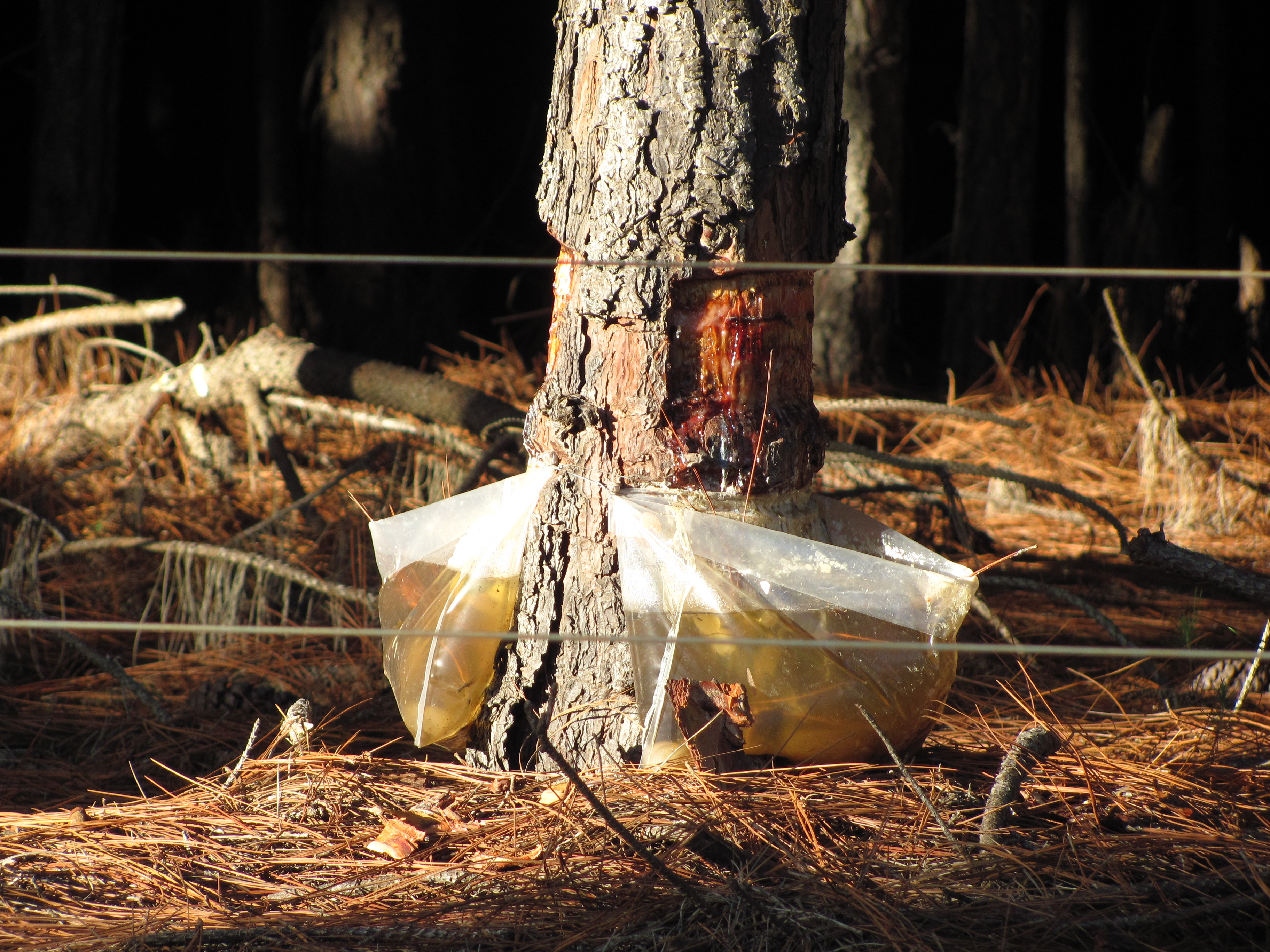
Bolsa de plástico en Brasil